# Fjärås kyrkby
Fjärås kyrkby – miejscowość (tätort) w Szwecji, w regionie administracyjnym (län) Halland, w gminie Kungsbacka.
Według danych Szwedzkiego Urzędu Statystycznego liczba ludności wyniosła: 2385 (31 grudnia 2015), 2463 (31 grudnia 2018) i 2506 (31 grudnia 2019).